# Cucumis diniae
Cucumis diniae är en gurkväxtart som beskrevs av L.W.D. van Raamsdonk och D.L. Visser. Cucumis diniae ingår i släktet gurkor, och familjen gurkväxter. Inga underarter finns listade i Catalogue of Life.